# ケンチャナ 〜大丈夫〜
「ケンチャナ〜大丈夫〜」（けんちゃな だいじょうぶ）は、2009年2月25日に発売された前田有紀の9枚目のシングル。

## 収録曲
1. ケンチャナ〜大丈夫〜（4分7秒）
作詞：もりちよこ／作曲：ユ・ヘジュン／編曲：矢野立美
2. ソウルの雨（4分2秒）
作詞：もりちよこ／作曲：ユ・ヘジュン／編曲：矢野立美
3. ケンチャナ〜大丈夫〜 (オリジナル・カラオケ)
4. ケンチャナ〜大丈夫〜 (半音下げ・カラオケ)
5. ソウルの雨 (オリジナル・カラオケ)